# Bouné
Boune é uma vila e comuna rural no Departamento de Goure, no Região de Zinder, no Níger.